# Fritz Puder
Fritz Puder (* 1891; † 1951) war ein deutscher Marionettenspieler aus dem Raum Dresden und Ostsachsen.

## Leben und Werk
Fritz Puder erlernte das Handwerk als Marionettenspieler bei Heinrich Apel in Dresden. Nachdem er ab 1919 im heutigen Freital ein Fotogeschäft und ab 1922 einen Zigarrenladen betrieben hatte, eröffnete er 1927 seine eigene Bühne in Freital. Puder wohnte im Freitaler Ortsteil Deuben zwischen der Egermühle und der Lederfabrik Sohre in der heute nicht mehr vorhandenen Angerstraße (Haus Nr. 7), einem Teil des alten Dorfkerns. Die Marionetten stammten von Albin Richter († 1926). 1928 erweiterte Puder sein Marionettentheater noch um die Bühne von  Curt Bille. Spielgebiete waren das Weißeritztal, die Umgebung von Dresden und die Lausitz. Fritz Puder wurde nach Kriegsende aus politischen Gründen wiederholt die Spielerlaubnis entzogen. In Freital gab er unter anderem Vorstellungen im Gasthaus „Wettingrund“, das nach 1948 für die Schlammteiche der Uranaufbereitungsfabrik 93 der Wismut AG abgebrochen wurde. Für den Transport der Marionettenbühne benutzte er einen Handwagen, den er selber zog. Nach seinem Tode gab seine Witwe Helene († 1976) die Bühne bald auf. Ein kleiner Teil der Marionetten und zahlreiche Texte gelangten später in die Puppentheatersammlung der Staatlichen Kunstsammlungen Dresden.